# Chiesa di San Biagio (Genova)
La chiesa di San Biagio è un edificio religioso che sorge nell'omonima località, che fa parte del quartiere genovese di San Quirico, in val Polcevera. La sua comunità parrocchiale fa parte del vicariato di Bolzaneto dell'arcidiocesi di Genova.

## Storia e descrizione

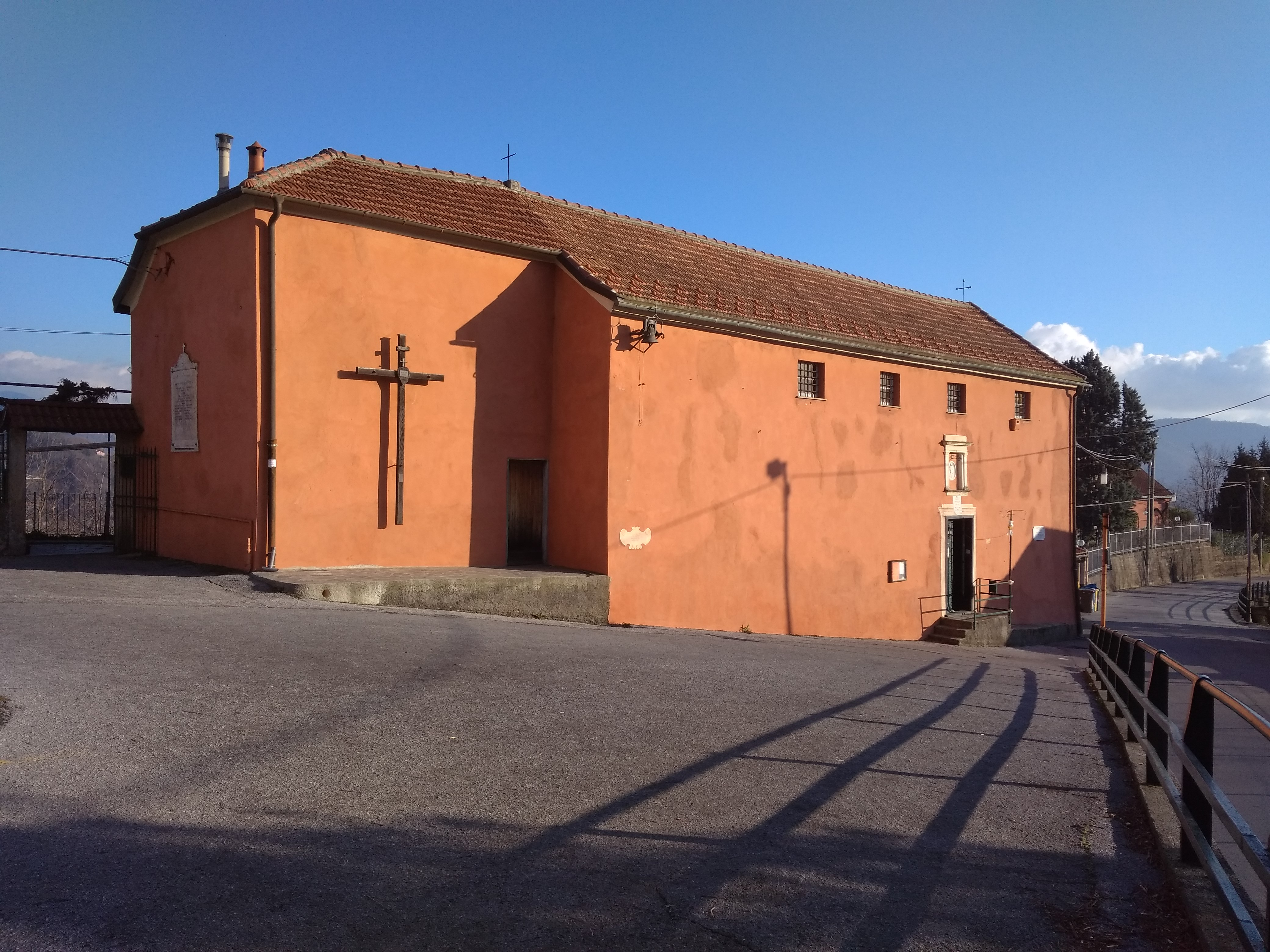
L'oratorio di N.S. del Rosario

La parrocchiale di San Biagio, costruita sul sito di un'antica rocca difensiva, è citata per la prima volta nel registro arcivescovile del 1143, in cui è indicata come dipendenza della pieve dei Santi Cornelio e Cipriano di San Cipriano (Serra Riccò), ma risulta parrocchiale già a partire dal XIII secolo. La caduta di un fulmine nel 1639 causò seri danni al campanile e al tetto della chiesa e saranno gli stessi abitanti di San Biagio ad autotassarsi per affrontare le spese di riparazione stimate in 1.500 lire genovesi. La chiesa subì ulteriori danneggiamenti da parte dell'esercito austriaco nel 1747 durante l'assedio di Genova, nel contesto degli avvenimenti legati alla guerra di successione austriaca.
L'interno è costituito da tre navate con quattro altari laterali e uno maggiore; gli affreschi, realizzati tra il 1880 e il 1882, sono opera del pittore Santo Bertelli di Gavi, mentre le decorazioni sono state terminate nel 1886. Nel 1822 venne eretta dall'arcivescovo Luigi Lambruschini a prevostura.
Accanto alla chiesa sorge l'oratorio di Nostra Signora del Rosario, costruito intorno alla metà del Seicento. L'edificio ha una struttura architettonica molto semplice, con un unico accesso sul lato a ovest.